# Wald (Film)
Wald (internationaler englischer Titel Woodland) ist ein Spielfilm von Regisseurin und Drehbuchautorin Elisabeth Scharang aus dem Jahr 2023 mit Brigitte Hobmeier, Gerti Drassl und Johannes Krisch. Das Drehbuch ist von dem gleichnamigen Roman von Doris Knecht inspiriert.

## Handlung
Marian zieht von der Stadt in das alte, von ihrer Großmutter geerbte Haus aufs Land. Ihren Mann Gheorghe lässt sie in der Stadt zurück. Das Haus befindet sich zehn Kilometer entfernt vom nächsten Dorf, sie hat keinen Strom, wenig Geld und kein Auto. Ihre Anwesenheit löst im Dorf Unruhe aus.
In der Nähe lebt Marians Jugendfreundin Gerti, die einen Hof führt und sich um ihre Eltern kümmert. Gemeinsam mit Franz zogen Gerti und Marian in ihrer Jugend tagelang durch die Wälder. Marians Rückkehr lässt alte Konflikte zwischen den drei Menschen und vergessene Träume neu aufleben.

## Produktion und Hintergrund
Die Dreharbeiten fanden an 32 Drehtagen von November 2021 bis Mai 2022 im Waldviertel in Niederösterreich sowie in Wien statt. Drehorte waren unter anderem ein Haus in der Ortschaft Bruderndorferwald und die Region um Langschlag.
Unterstützt wurde die Produktion vom Österreichischen Filminstitut, dem Filmfonds Wien, von Filmstandort Austria und dem Land Niederösterreich, beteiligt war der Österreichische Rundfunk. Produziert wurde der Film von der österreichischen Wega Film (Produzenten Veit Heiduschka und Michael Katz), den Vertrieb übernahm in Österreich Filmladen.
Die Kamera führte Jörg Widmer, die Musik schrieb Hania Rani, die Montage verantwortete Alarich Lenz und das Casting Lisa Oláh. Den Ton gestalteten William Edouard Franck und Veronika Hlawatsch, das Kostümbild Carola Pizzini, das Szenenbild Nina Salak und die Maske Verena Eichtinger und Sam Dopona.

## Rezeption
Isabella Wallnöfer nannte Scharangs Erzählstil in der Tageszeitung Die Presse „schonungslos und ohne Schnörkel“ und lobte die „schauspielerische Glanzleistung der Hauptdarsteller“.
Die Programmzeitschrift TV-Media vergab drei von vier Punkten. Der verletzlich anmutende, ruhige Film lebe von „kargen, nebeligen Geisterlandschaften, ausufernden grünen Baumwipfeln, dem minimalistischen Spiel Brigitte Hobmeiers und der ausgedehnten Langsamkeit der Erzählung“.

## Veröffentlichung
Premiere des Filmdramas war am 8. September 2023 beim Toronto International Film Festival in der Sektion Centerpiece. Die Wien-Premiere war am 26. September 2023 im Gartenbaukino, der österreichische Kinostart erfolgte am 29. September 2023. Beim Zurich Film Festival 2023 wurde der Film in den Fokus Wettbewerb eingeladen.
Beim Filmkunstfest Mecklenburg-Vorpommern wurde der Film Ende April 2024/Anfang Mai 2024 in den Spielfilmwettbewerb eingeladen.

## Auszeichnungen und Nominierungen
Internationale Hofer Filmtage 2023
- Bild-Kunst Förderpreis für das beste Kostümbild und das beste Szenenbild (Carola Pizzini und Nina Salak)[14]

Österreichischer Filmpreis 2024
- Nominierung in der Kategorie Beste weibliche Hauptrolle (Brigitte Hobmeier)[15]
- Nominierung in der Kategorie Beste weibliche Nebenrolle (Gerti Drassl)
- Nominierung in der Kategorie Beste Musik (Hania Rani)
- Auszeichnung in der Kategorie Beste Tongestaltung (Original-Ton William Edouard Franck, Sounddesign Veronika Hlawatsch, Mischung Manuel Grandpierre)[16]

Filmkunstfest Mecklenburg-Vorpommern 2024
- Auszeichnung mit dem NDR-Regiepreis (Elisabeth Scharang)[17]
- Preis für die beste darstellerische Leistung: Lobende Erwähnung für die beste Nebenrolle (Gerti Drassl)